# خوآن مانوئل لوپس ایتورریاسگا
خوآن مانوئل لوپس ایتورریاسگا (اسپانیایی: Juan Manuel López Iturriaga‎؛ زادهٔ ۴ فوریهٔ ۱۹۵۹) بازیکن بسکتبال اهل اسپانیا بود.
از باشگاه‌هایی که در آن بازی کرده‌است می‌توان به باشگاه بسکتبال رئال مادرید اشاره کرد.
وی در مسابقات کشوری و بین‌المللی در مجموع برندهٔ ۲ مدال نقره، ۲ مدال برنز شده‌است.